# D. J. Cooper
Pour les articles homonymes, voir Cooper.
Donell "D. J." Cooper, né le 6 décembre 1990 à Chicago dans l'Illinois, est un joueur américano-bosnien de basket-ball. Il évolue au poste de meneur.

## Biographie
Avec l'Élan béarnais Pau-Lacq-Orthez, Cooper réalise une 2016-2017 brillante (13,3 points, 11,1 passes décisives) puisqu'il est nommé meilleur joueur de la saison. Mais le club est éliminé dès le premier tour des playoffs.
En juillet 2017, Cooper signe un contrat de deux ans avec le BCM Gravelines Dunkerque. Cependant au bout de 4 matchs et autant de défaites, il quitte le club nordiste. Le 19 octobre 2017, il rejoint finalement l'AS Monaco, club avec lequel il évoluait lors de la saison 2015-2016. En octobre 2018, il écope de deux ans de suspension pour dopage après un contrôle positif à l'HCG, une hormone anabolisante.
Pour son retour, il choisit de revenir en France et signe avec l'Élan sportif chalonnais pour la saison 2020-2021. En octobre, après trois rencontres, Cooper est licencié par l'Élan Chalon. Il signe le 13 décembre 2020 à Stal Ostrów Wielkopolski (Pologne) qui évolue en PLK. Il ne joue aucun match avec le club polonais et en février 2021, il s'engage avec le club ukrainien du BC Dnipro.
En octobre 2023, Cooper s'engage avec la Chorale Roanne Basket, club français de première division.

## Clubs successifs
- 2013-2014 :   PAOK Salonique (ESAKE)
- 2014-2015 :
  -  Ienisseï Krasnoïarsk (VTB League)
  -  Panathinaïkos (ESAKE)
- 2015-2016 :
  -  Krasny Oktyabr Volgograd (VTB League)
  -  AEK Athènes (ESAKE)
  -  AS Monaco Basket (Pro A)
- 2016-2017 :  Élan béarnais Pau-Lacq-Orthez (Pro A)
- 2017-2018 : 
  -  BCM Gravelines Dunkerque (Pro A) 4 matchs
  -  AS Monaco Basket (Pro A)
- 2020-2021 : 
  -  Élan sportif chalonnais (Jeep Élite) 3 matchs
  -  BC Dnipro (Ukraine)

## Palmarès
- MVP de la Leaders cup (2018)
- MVP de la Pro A[9] (2017)
- Leaders Cup (2016 et 2018)
- Meilleur cinq du championnat grec (2014)
- AP honorable mention All-American (2013)
- Joueur de l'année de la Mid-American Conference (2013)
- 3 fois sélectionné dans l'équipe-type de la Mid-American Conference (2011–2013)
- MVP du tournoi Mid-American Conference (2012)
- Freshman of the Year de la Mid-American Conference (2010)